# 富士変速機
富士変速機株式会社（ふじへんそくき）は、岐阜県岐阜市に本社を置く減速機や機械式駐車場などの産業機械を製造販売する企業である。
0.1～7.5kW汎用ギヤードモータ（モータ付減速機）や特殊な減速機にも対応している。また、ＡＧＶ等の駆動に最適な「バッテリー駆動用ＡＣサーボモ－タ」を発売。

## 沿革
- 1947年4月 - 富士電化工業創業。
- 1965年1月 - 富士変速機株式会社設立。
- 1976年3月 - 立川ブラインド工業と提携。
- 1993年6月 - 名古屋証券取引所2部上場。
- 2024年
  - 4月 「バッテリー駆動用ＡＣサーボモ－タ」を発売
  - 10月24日 - 名古屋証券取引所メイン市場上場廃止。
  - 10月27日 - 株式交換により、立川ブラインド工業の完全子会社となる[1]。

## 事業所
- 本社 - 岐阜県岐阜市
- 東京支店 - 東京都新宿区
- 美濃工場 - 岐阜県美濃市
- テクノパーク工場 - 岐阜県美濃市（美濃テクノパーク内）